# 헤메리트린

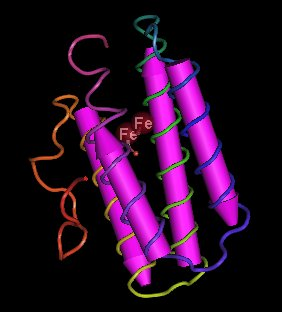
산화된 헤메리트닌 단백질 단량체

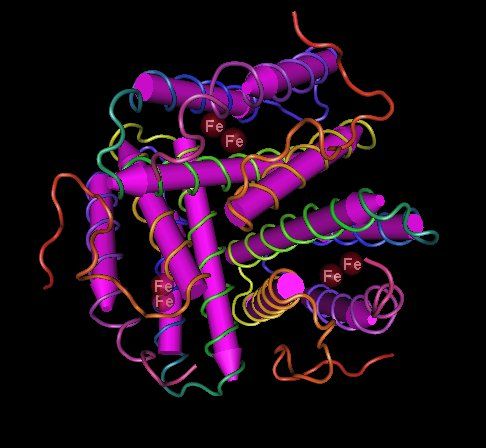
산화된 헤메리트닌 단백질 삼합체

헤메리트린(영어: hemerythrin)은 해양 무척추동물 문인 성구동물문, 새예동물문, 완족동물문의 올리고머 단백질 산소운반체이다. 이름과 달리 헴을 가지고 있지 않다.

## 같이 보기
- 철 결합 단백질